# Eleição municipal de Santana (Amapá) em 2020
A eleição municipal do município de Santana em 2020 ocorreu no dia 15 de novembro, com o objetivo de eleger um prefeito, um vice-prefeito e 15 vereadores responsáveis pela administração da cidade para o mandato a se iniciar em 1° de janeiro de 2021 e com término em 31 de dezembro de 2024.
O prefeito Ofirney Sadala, que disputou a reeleição com outros 8 candidatos, foi derrotado pelo ex-senador e ex-deputado Sebastião Bala Rocha, do PP, por 6.143 votos (21.340, contra 15.197 do candidato do Avante).

## Contexto político e pandemia
As eleições municipais de 2020 estão sendo marcadas, antes mesmo de iniciada a campanha oficial, pela pandemia do coronavírus SARS-CoV-2 (causador da COVID-19), o que está fazendo com que os partidos remodelem suas metodologias de pré-campanha. O Tribunal Superior Eleitoral (TSE) autorizou os partidos a realizarem as convenções para escolha de candidatos aos escrutínios por meio de plataformas digitais de transmissão, para evitar aglomerações que possam proliferar o vírus. Alguns partidos recorreram a mídias digitais para lançar suas pré-candidaturas. Além disso, a partir deste pleito, será colocada em prática a Emenda Constitucional 97/2017, que proíbe a celebração de coligações partidárias para as eleições legislativas, o que pode gerar um inchaço de candidatos ao legislativo. Conforme reportagem publicada pelo jornal Brasil de Fato em 11 de fevereiro de 2020, o país poderá ultrapassar a marca de 1 milhão de candidatos a prefeito, vice-prefeito e vereador neste escrutínio, o que não seria necessariamente bom, na opinião do professor Carlos Machado, da UnB (Universidade de Brasília): “Temos o hábito de criticar de forma intensa a coligação partidária, sem parar para refletir sobre os elementos positivos dela. O número de candidatos que um partido pode apresentar numa eleição, varia se ele estiver dentro de uma coligação, porque quando os partidos participam de uma coligação, eles são considerados como um único partido", afirmou Machado na reportagem.

## Candidaturas
| Nº | Candidato            | Partido      | Candidato a vice                  | Cargos relevantes ou profissão                                                   | Coligação                                                      |
| -- | -------------------- | ------------ | --------------------------------- | -------------------------------------------------------------------------------- | -------------------------------------------------------------- |
| 10 | Rarison Santiago     | Republicanos | Keila Fascio (Republicanos)       | Vereador (2017–)                                                                 | Partido não coligado                                           |
| 11 | Sebastião Bala Rocha | PP           | Isabel Nogueira (PT)              | Deputado federal (2007–2015), Senador (1995–2003), Deputado estadual (1991–1995) | "Frente por Santana" (PP, PT, Solidariedade, DC, PSDB e DEM)   |
| 15 | Dilson Borges        | MDB          | Coronel Barbosa (Patriota)        | Prefeito de Mazagão (2013–2017)                                                  | "Pra Reconstruir Santana" (MDB e Patriota)                     |
| 19 | Professor Rai Rosa   | PODE         | Professora Joana Abreu (PODE)     | Professor de Ensino Fundamental                                                  | Partido não coligado                                           |
| 23 | Professor Serginho   | Cidadania    | Tenente Elson Antunes (Cidadania) | Professor de Ensino Médio                                                        | Partido não coligado                                           |
| 28 | Tenente Antônio Luiz | PRTB         | Angélica Nogueira (PRTB)          | Policial militar                                                                 | Partido não coligado                                           |
| 40 | Maurício Medeiros    | PSB          | Raimundo Madeira (PSB)            | Jornalista                                                                       | Partido não coligado                                           |
| 65 | Marcivânia Flexa     | PCdoB        | Patric Uandrel(PDT)               | Deputada federal (2015–)                                                         | "Renova Santana" (PCdoB,PDT e PSD)                             |
| 70 | Ofirney Sadala       | Avante       | Angelo Favacho (Avante)           | Prefeito de Santana (2017–)                                                      | "Pra Santana Seguir Avante" (Avante, PROS, PTB, PSL, PL e PSC) |

## Resultados

### Prefeito
| 1º turno 15 de novembro de 2020 | 1º turno 15 de novembro de 2020   | 1º turno 15 de novembro de 2020 | 1º turno 15 de novembro de 2020 |
| Candidato(a)                    | Vice                              | Votação                         | Votação                         |
| Candidato(a)                    | Vice                              | Total                           | Porcentagem                     |
| ------------------------------- | --------------------------------- | ------------------------------- | ------------------------------- |
| Sebastião Bala Rocha (PP)       | Isabel Nogueira (PT)              | 21.340                          | 36,45%                          |
| Ofirney Sadala (Avante)         | Angelo Favacho (Avante)           | 15.197                          | 25,96%                          |
| Marcivânia Flexa (PCdoB)        | Patric Uandrel (PDT)              | 11.233                          | 19,19%                          |
| Dilson Borges (MDB)             | Coronel Barbosa (Patriota)        | 5.433                           | 9,28%                           |
| Rarison Santiago (Republicanos) | Keila Fascio (Republicanos)       | 1.878                           | 3,21%                           |
| Professor Serginho (Cidadania)  | Tenente Elson Antunes (Cidadania) | 1.744                           | 2,98%                           |
| Tenente Antônio Luiz (PRTB)     | Angélica Nogueira (PRTB)          | 1.066                           | 1,82%                           |
| Professor Rai Rosa (PODE)       | Professora Joana Abreu (PODE)     | 352                             | 0,60%                           |
| Maurício Medeiros (PSB)         | Raimundo Madeira (PSB)            | 307                             | 0,52%                           |
| Total de votos válidos          | Total de votos válidos            | 58.550                          | 94,44%                          |
| Votos apurados                  |                                   |                                 |                                 |
| Votos válidos                   | Votos válidos                     | 58.550                          | 94,44%                          |
| Votos em branco                 | Votos em branco                   | 1.277                           | 2,06%                           |
| Votos nulos                     | Votos nulos                       | 2.172                           | 3,50%                           |
| Total de votos apurados         | Total de votos apurados           | 61.999                          | 100,00%                         |
| Eleitores                       |                                   |                                 |                                 |
| Comparecimento                  |                                   |                                 |                                 |
| Abstenções                      | Abstenções                        | 16.333                          | 20,85%                          |
| Total de eleitores              |                                   |                                 |                                 |

| Partido | Partido      | Candidato            | Votos  | Votos (%) |
| ------- | ------------ | -------------------- | ------ | --------- |
|         | PP           | Sebastião Bala Rocha | 21 340 | 36,45%    |
|         | Avante       | Ofirney Sadala       | 15 197 | 25,96%    |
|         | PCdoB        | Marcivânia Flexa     | 11 233 | 19,19%    |
|         | MDB          | Dilson Borges        | 5 433  | 9,28%     |
|         | Republicanos | Rarison Santiago     | 1 878  | 3,21%     |
|         | Cidadania    | Professor Serginho   | 1 744  | 2,98%     |
|         | PRTB         | Tenente Antônio Luiz | 1 066  | 1,82%     |
|         | PODE         | Professor Rai Rosa   | 352    | 0,6%      |
|         | PSB          | Maurício Medeiros    | 307    | 0,52%     |
| Totais  | Totais       | Totais               | 58 550 |           |

## Vereadores eleitos
Representação eleita
  PDT: 2
  SD: 2
  AVANTE: 2
  PTB: 1
  PT: 1
  DEM: 1
  PSD: 1
  PL: 1
  PSL: 1
  REP: 1
  PP: 1
  CID: 1
  PCdoB: 1

Fonteː
| Candidato eleito          | Partido       | Votação | Porcentagem | Cidade onde nasceu | Unidade federativa |
| Josivaldo Rato            | PDT           | 1.914   | 3,18%       | Macapá             | Amapá              |
| Professora Helena Lima    | Solidariedade | 1.294   | 2,15%       | Anajás             | Pará               |
| Josiney                   | Avante        | 1.270   | 2,11%       | Santarém           | Pará               |
| Angelo Santos             | PTB           | 1.105   | 1,83%       | Macapá             | Amapá              |
| Socorro Nogueira          | PT            | 1.090   | 1,81%       | Macapá             | Amapá              |
| Jailson Matos             | Solidariedade | 1.038   | 1,72%       | Ferreira Gomes     | Amapá              |
| Elma Garcia               | DEM           | 980     | 1,63%       | Santana            | Amapá              |
| Bruno Souza               | PSD           | 888     | 1,47%       | Macapá             | Amapá              |
| Mário Brandão             | PL            | 881     | 1,46%       | Santana            | Amapá              |
| Chico Papel               | PDT           | 829     | 1,38%       | Macapá             | Amapá              |
| Professora Diana Castelo  | PSL           | 823     | 1,37%       | Mazagão            | Amapá              |
| Dr. Marco Aurélio         | Avante        | 757     | 1,26%       | Macapá             | Amapá              |
| Luizinho de Santana       | Republicanos  | 741     | 1,23%       | Rio de Janeiro     | Rio de Janeiro     |
| Professora Carmem Queiroz | PP            | 727     | 1,21%       | Santana            | Amapá              |
| Dr. Luiz Otávio           | Cidadania     | 650     | 1,08%       | Macapá             | Amapá              |
| Adelson Rocha             | PCdoB         | 548     | 0,91%       | Afuá               | Pará               |